# ماری دورن آبر
ماری دورن آبر (فرانسوی: Marie Dorin Habert‎؛ زادهٔ ۱۹ ژوئن ۱۹۸۶) ورزشکار دوگانه اهل فرانسه است.
وی همچنین برندهٔ جوایزی همچون لژیون دونور (شوالیه) شده‌است.